# Mohammad Javad Zarif

Mohammad Javad Zarif Khonsari (Teerã, 7 de janeiro de 1960) é um acadêmico e diplomata de carreira iraniano.
Foi Vice-Presidente para Assuntos Estratégicos de seu país, tendo sido nomeado em 1º de agosto de 2024. No entanto, poucos dias após sua nomeação, em 12 de agosto, anunciou sua renúncia ao cargo, alegando divergências em relação ao processo de formação do conselho de ministros.No entanto, em 27 de agosto, após uma reunião entre o presidente Masoud Pezeshkian, membros do gabinete e o líder supremo Ali Khamenei — da qual também participou — Zarif comunicou, por meio de sua conta na plataforma X, a decisão de permanecer no cargo. em 2 de março de 2025, apresentou nova renúncia, desta vez de forma definitiva, deixando a Vice-Presidência para Assuntos Estratégicos.
Anteriomente, entre 2013 e 2021,  Zarif fora Ministro de Relações Exteriores, no governo de Hassan Rouhani. Ocupou diversos cargos diplomáticos importantes, desde a década de 1990, tendo sido representante permanente do Irã nas Nações Unidas, de 2002 a 2007. Também foi professor da Universidade de Teerã, na área de diplomacia e organizações internacionais.
Durante sua gestão como Ministro das Relações Exteriores, liderou a negociação entre o Irã e os países do P5+1, que resultou na criação, em 14 de julho de 2015, do Plano de Ação Conjunto Global, para definir os limites do Programa nuclear iraniano e suspender as sanções econômicas contra o país.  Zarif pediu demissão do cargo de Ministro das Relações Exteriores, em fevereiro de 2019. Todavia o pedido de demissão foi rejeitado por Ali Khamenei, e ele permaneceu no cargo.
Zarif foi também líder  da Comissão de Desarmamento das Nações Unidas (UNDC) e participou do grupo de Diálogo entre Civilizações.

## Biografia
Mohammad Javad Zarif Khonsari nasceu em 7 de janeiro de 1960 (1338, segundo o calendário iraniano), em uma família religiosa tradicional de Teerã. De acordo com a revista norte-americana The New Republic, Zarif é de uma família "influente, religiosamente devota e politicamente conservadora de comerciantes". Seu pai foi um dos maiores empresários de Isfahan, e sua mãe era herdeira de um dos mais conhecidos empresários de Teerã. Zarif frequentou o ensino fundamental e médio no Instituto Alavi, uma instituição privada religiosa de Teerã. Mas, aos 17 anos, antes de terminar o ensino médio, em razão das condições políticas e de segurança do Irã em meados dos anos 1970, partiu para os Estados Unidos, a fim de continuar os estudos. Apesar das convicções religiosas de sua família, Zarif acabou por se interessar pelos ideais revolucionários, ao ler obras de Ali Shariati, autor de uma reinterpretação da fé xiita como um credo revolucionário,  e Samad Behrangi, cujas histórias infantis eram uma crítica social mal camuflada ao regime Pahlavi. Durante seus tempos de estudante, foi um  ativista e membro  da Associação de Estudantes Muçulmanos, na América e no Canadá.
Nos Estados Unidos, Zarif frequentou a Escola Preparatória Drew, em São Francisco, Califórnia. Posteriormente, ingressou na Universidade Estadual de São Francisco, onde bacharelou-se em 1981 e concluiu o mestrado em 1982, ambos em Relações internacionais. Em seguida, continuou seus estudos na área, na Escola de Estudos Internacionais Josef Korbel, Universidade de Denver, onde se graduou em relações internacionais (1984) e obteve a pós-graduação em direito internacional (1988).

## Missões nos Estados Unidos
Em maio de 1982, foi indicado membro da delegação iraniana às Nações Unidas, principalmente por sua fluência na língua inglesa e sua relação com os Estados Unidos. Como diplomata iniciante, envolveu-se em negociações pela libertação de reféns americanos detidos no Líbano. Apesar das reações frias por parte do governo americano, Zarif continuou trabalhando para ampliar e aprofundar os laços entre os países.
Em 2000, presidiu o encontro preparatório asiático da Conferência Mundial sobre Racismo e a Comissão de Desarmamento das Nações Unidas. Zarif também lecionou direito internacional na Universidade de Teerã. Entre 2010 e 2012, foi vice-presidente da Universidade Islâmica de Azad, na área de relações internacionais.

## Carreira política

### Representante Permanente (2002-2007)
Zarif serviu como Representante Permanente do Irã junto às Nações Unidas de 2002 a 2007, durante os governos de Mohammad Khatami e  de Mahmoud Ahmadinejad. Em 2003, esteve fortemente ligado ao desenvolvimento da chamada "Grande Barganha", um plano para resolver as questões incidentes entre os Estados Unidos e o Irã. Durante sua estadia nas Nações Unidas, buscou reunir-se com vários representantes estadunidenses, incluindo os então senadores Joe Biden e Chuck Hagel. Renunciou ao cargo em julho de 2007, sendo sucedido por Mohammad Khazaee.
Em 2007, liderou a conferência do Conselho Iraniano-Americano, em New Brunswick, Nova Jérsei - da qual também participaram Chuck Hagel, Dennis Kucinich, Nicholas Kristof e Anders Liden -, em que foram debatidas as relações diplomáticas entre os dois países e possíveis formas de diálogo e de evitar conflitos.
Em 18 de novembro de 2008, Zarif denunciou que Washington estaria conspirando para fomentar discórdia entre os iranianos, visando uma mudança de regime. A possibilidade de aplicação do conceito de revolução de veludo ao Irã "não deve ser considerada como um temor infundado", declarou.

### Ministro de Relações Exteriores (2013-2021)

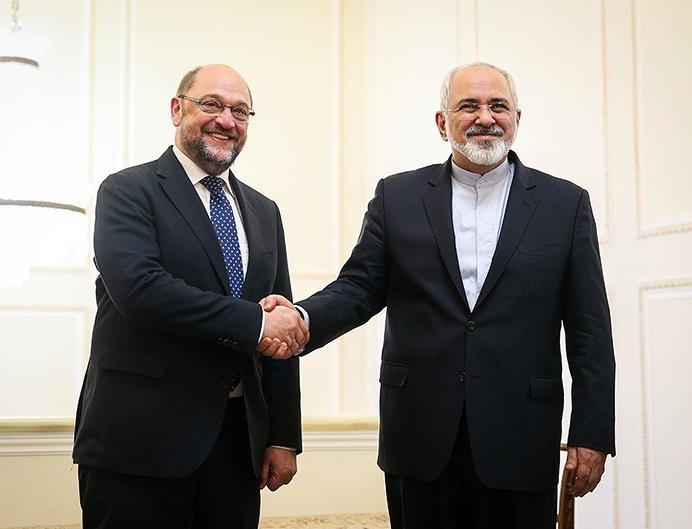
Javad Zarif e o Presidente do Parlamento Europeu, Martin Schulz, em outubro de 2015.

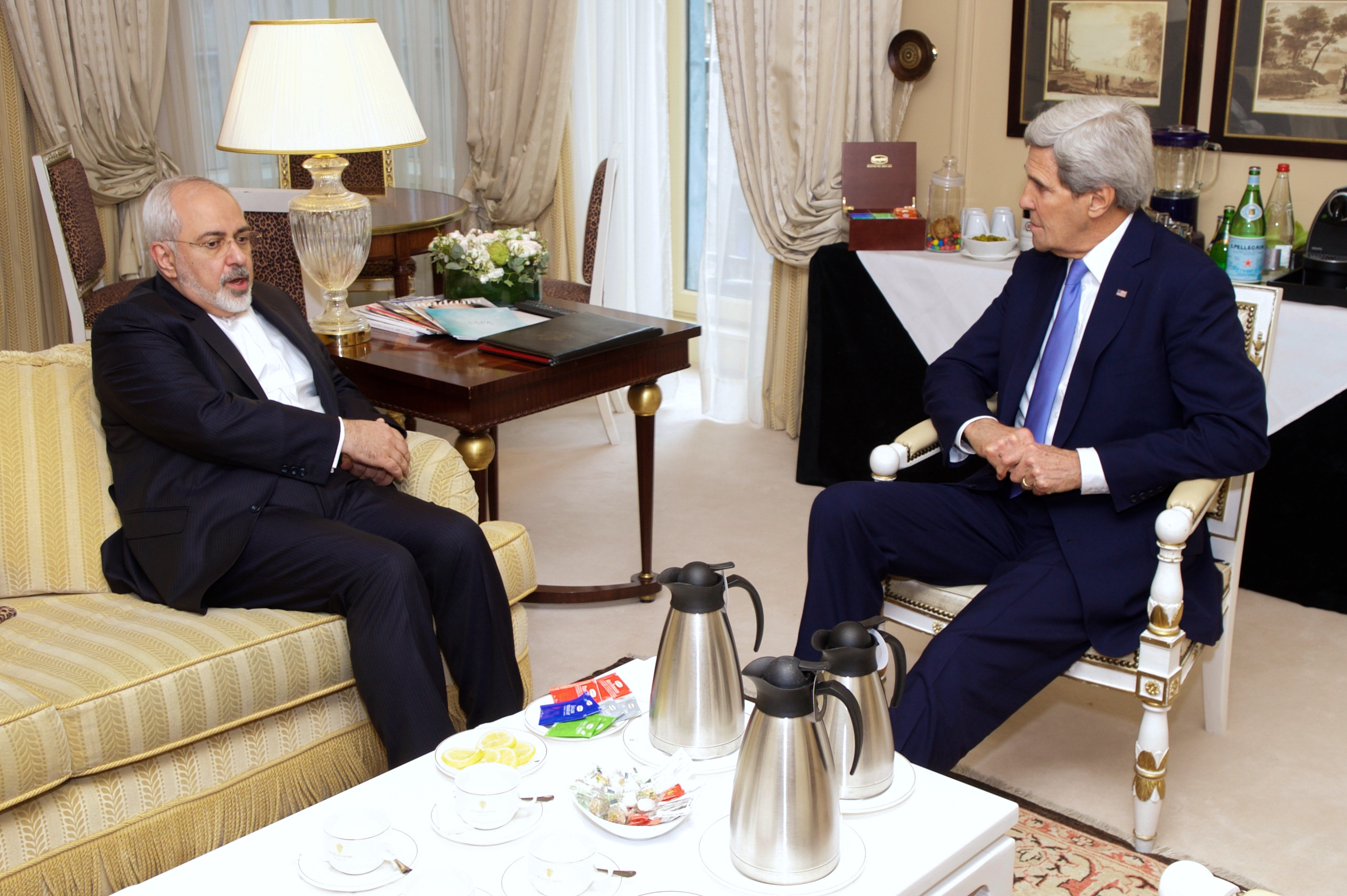
Javad Zarif em reunião com o Secretário de Estado estadunidense John Kerry durante as negociações sobre o programa nuclear iraniano, em Paris, janeiro de 2015.

Em 23 de julho de 2013, foi divulgado que Zarif estaria entre as opções de Hassan Rouhani para assumir o ministério de relações exteriores do país. Em 4 de agosto, Rouhani o indicou oficialmente para o cargo, perante o Parlamento, que confirmou a indicação de Zarif, com 232 votos, para a sucessão de Ali Akbar Salehi no cargo.
O novo ministro recebeu a primeira visita diplomática ao Irã, sob o governo Rouhani, dez dias após sua posse no cargo, com a chegada de Qaboos bin Said Al Said, Sultão de Omã. Houve rumores de que o sultão teria como objetivo denunciar temas debatidos com autoridades americanas em sua viagem anterior. Em setembro de 2013, tendo prestado homenagem ao Rosh Hashaná, Zarif publicou em sua conta no Twitter que o Irã não nega o Holocausto, distanciando o governo das "estâncias beligerantes" de Mahmoud Ahmadinejad. A autenticidade da publicação foi confirmada posteriormente pela jornalista Christiane Amanpour. Dias depois, Zarif reuniu-se com o Secretário de Estado John Kerry para negociações entre os dois países. Foi o maior contato diplomático direto entre as duas partes, em mais de seis anos. Em seguida, Kerry afirmou que "o encontro foi construtivo".
Após a suspensão nos diálogos, em 12 de novembro, Zarif rejeitou as suposições de John Kerry de que o Irã estaria inapto a aceitar o acordo naquele momento. Ele declarou que "nenhum tipo de conversa fiada" poderia mudar o que acontecera em Genebra, embora pudesse prejudicar "a confiança futuramente". Representantes do Irã e do P5+1 reuniram-se novamente em 20 de novembro.
Em outubro de 2014, longas conversações entre diplomatas estadunidenses, iranianos e europeus não chegaram a um acordo positivo sobre a contenção do programa nuclear iraniano. Porém autoridades afirmaram que as partes ainda pretendiam chegar a um acordo até o final daquele ano. Um alto funcionário do Departamento de Estado descreveu cada etapa das negociações como "um trabalho de remoção gradual de diferenças técnicas complexas, em que praticamente cada frase exigia um apêndice contendo explicações adicionais". "Continuamos a fazer progressos, mas ainda há muito o que fazer", disse o funcionário, que falou sob condição de anonimato.
Em fevereiro de 2015, Zarif disse que o Irã não era a favor de mais uma prorrogação das negociações sobre a limitação de seu programa nuclear e que esperava que as sanções econômicas fossem rapidamente suspensas, se um acordo fosse obtido. Em uma conferência de segurança em Munique, ele declarou: "As sanções são um obstáculo; você precisa se livrar delas se quiser uma solução". Sobre o longo esforço para forjar um acordo, disse: "Esta é a oportunidade de fazê-lo, e precisamos aproveitar essa oportunidade. Ela pode não se repetir". As negociações sobre a questão nuclear já haviam sido prorrogadas duas vezes, e o prazo para a elaboração das linhas gerais de um acordo era o final de março. O prazo para um acordo detalhado era o final de junho.
Segundo a versão preliminar do acordo, apresentada em 2 de abril, o Irã aceitaria restrições significativas ao seu programa nuclear por pelo menos uma década, além de se submeter a inspeções internacionais. Em troca, as sanções internacionais seriam suspensas - em fases ou de uma só vez, o que ainda precisaria ser resolvido.
Em 21 de novembro, os negociadores iranianos informaram que estavam sendo feitos progressos nas conversações em Genebra, e as potências mundiais expressavam a esperança de superar as diferenças e assinar um acordo sobre a iniciativa nuclear de Teerã. Após reunião de uma hora com a Baronesa Ashton, Zarif declarou: “As diferenças de opinião permanecem e estamos negociando para superá-las. Se Deus quiser, chegaremos a um resultado".  Três dias depois, o acordo provisório de Genebra, oficialmente intitulado "Plano de Ação Conjunto", foi assinado entre o Irã e os países do P5+1, em Genebra. O documento consistia em um congelamento de curto prazo de partes do programa nuclear do Irã, em troca da redução das sanções econômicas contra o país, enquanto prosseguiam os trabalhos para se chegar a um acordo de longo prazo.

#### Renúncia
Zarif deixou seu cargo em 25 de fevereiro de 2019, anunciando sua renúncia no Instagram. Após saudações em homenagem ao Dia das Mulheres e das Mães do Irã, ele escreveu
"Peço desculpas por minhas deficiências nos últimos anos, durante meu período como ministro das Relações Exteriores... Agradeço à nação e às autoridades iranianas."
Zarif não entrou em detalhes nem forneceu qualquer outra explicação. Um assessor disse que um dos motivos da renúncia de Zarif foi  ter sido excluído, naquele dia, das reuniões com o presidente sírio Bashar al-Assad, que estava visitando Teerã. Rouhani rejeitou a renúncia de Zarif dois dias depois. Qassem Soleimani, o chefe da Força Quds do Irã, também rejeitou a renúncia de Zarif, com Soleimani observando que Zarif é o "principal responsável pela política externa".

### Sanções
Em julho de 2019, os Estados Unidos impuseram sanções a Zarif, e ele foi classificado pelos EUA como um "porta-voz ilegítimo do Irã". Em resposta, um porta-voz da chefe diplomática da União Europeia, Federica Mogherini, declarou: "Lamentamos essa decisão".

### Vice-presidente
Zarif apoiou a candidatura do reformista Masoud Pezeshkian nas eleições presidenciais de 2024. Após a vitória de Pezeshkian, Zarif foi encarregado de criar os comitês encarregados da escolha dos ministros que iriam compor o gabinete do novo presidente. Em 1º de agosto de 2024, Pezeshkian indicou Zarif para Vice-presidente encarregado de assuntos estratégicos. Mas, já no dia 12, Zarif  renunciou ao cargo, por discordar da composição do gabinete. Mais tarde, em 27 de agosto, por  intermédio de sua conta no X, anunciou que continuaria no cargo. Em seguida, elogiou o gabinete de Pezeshkian, por cumprir suas promessas de campanha, promovendo a inclusão de mulheres, minorias étnicas e religiosas, em seu gabinete.